# Serendibia samhaensis
Serendibia samhaensis is een pissebed uit de familie Philosciidae. De wetenschappelijke naam van de soort is voor het eerst geldig gepubliceerd in 2004 door Stefano Taiti & Franco Ferrara.